# (14482) 1994 PK15
A (14482) 1994 PK15 a Naprendszer kisbolygóövében található aszteroida. Eric Walter Elst fedezte fel 1994. augusztus 10-én.